# St. Lorenzen, Reichenau
St. Lorenzen je naselje v Občini Reichenau v Okraju Trg na Koroškem v Avstriji.